# Kassensicherungsverordnung
Die Verordnung zur Bestimmung der technischen Anforderungen an elektronische Aufzeichnungs- und Sicherungssysteme im Geschäftsverkehr, abgekürzt KassenSichV, ist in Deutschland eine Rechtsverordnung des Bundesfinanzministeriums zur Präzisierung der steuerrechtlichen Mitwirkungspflichten bei aufzeichnungspflichtigen Geschäftsvorfällen. Sie erweitert die Grundsätze zur ordnungsmäßigen Führung und Aufbewahrung von Büchern, Aufzeichnungen und Unterlagen in elektronischer Form sowie zum Datenzugriff (GoBD).
Seit dem 1. Januar 2018 unterliegen die elektronischen oder computergestützten Kassensysteme und Registrierkassen im Sinne der KassenSichV der Kassennachschau (§ 146b Abs. 1 Satz 2 AO).

## Bedeutung
Die KassenSichV legt fest:
- welche Kassenarten von der Regelung des § 146a AO betroffen sind (offene Ladenkasse nicht),
- wann und in welcher Form eine Protokollierung der digitalen Grundaufzeichnung im Sinne des § 146a AO zu erfolgen hat,
- die Anforderungen an die Speicherung dieser digitalen Grundaufzeichnungen,
- die Anforderungen an eine einheitliche digitale Schnittstelle zur Übertragung,
- die Anforderungen an die technische Sicherheitseinrichtung,
- die Anforderungen an den auszustellenden Beleg,
- die Kosten der Zertifizierung einer technischen Sicherheitseinrichtung.

Eine Zertifizierung der Registrierkasse (elektronisches Aufzeichnungssystem im Sinne der Abgabenordnung) und ihrer Software ist nicht vorgeschrieben.

## Betroffene Kassensysteme
Die KassenSichV gilt für elektronische oder computergestützte Kassensysteme sowie Registrierkassen.

## Pflicht zur Verwendung einer technischen Sicherheitseinrichtung
Ein Bestandteil der KassenSichV ist die Verpflichtung zum Einbau einer zertifizierten technischen Sicherheitseinrichtung (TSE). Von der TSE erfasst werden insbesondere die Start- und Endzeitpunkte der Bestellung und die fortlaufenden Nummern der Bestellungen. Außerdem fügt die technische Sicherheitseinrichtung das Datum, ihre Signatur und einen Public Key auf dem Kassenbon ein. Wird die Nummernkette der Identifikationsnummern unterbrochen oder bei verdeckten Testkäufen kein Bon ausgegeben, kann vom Finanzamt eine ausführliche Betriebsprüfung mit Betriebsunterbrechung durchgeführt werden.

## Belegausgabepflicht

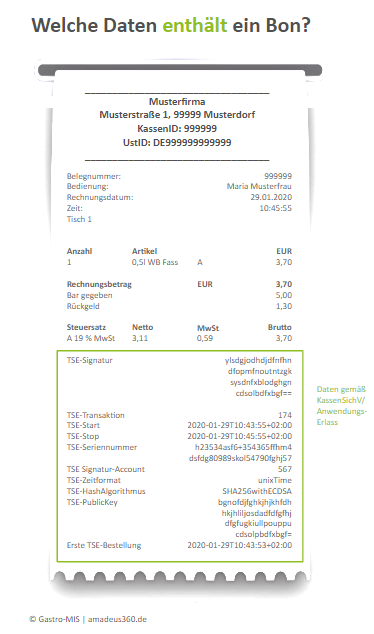
Welche Daten enthält ein Bon?

Unterstützt wird diese Maßnahme durch die am 1. Januar 2020 in Kraft getretene Belegausgabepflicht (auch Kassenbon-Pflicht oder einfach Bonpflicht genannt), die sich aus § 146a Abs. 2 AO ergibt. Kassenbetreiber haben somit die Pflicht, für jeden nach Nr. 1.8 und 1.9 des AEAO zu § 146a erfassungspflichtigen Geschäftsvorfall den Beteiligten unmittelbar danach Belege auszuhändigen. Somit soll der Druck erhöht werden, insbesondere jeden einzelnen Verkauf in die Kasse einzugeben. Prinzipiell besteht die Möglichkeit, sich von der Bonpflicht auf Antrag befreien zu lassen. Das Bundesfinanzministerium erklärte dazu: „Aufgrund der gesetzlichen Regelung müssen als Voraussetzung für die Befreiung von der Belegausgabe sachliche Härten vorliegen, die durch die Einhaltung der durch die Steuergesetze begründeten Buchführungs-, Aufzeichnungs- und Aufbewahrungspflichten entstehen. Die Verwaltung, hier die Finanzverwaltung, kann aufgrund von reinen Verwaltungsanweisungen nicht von dieser gesetzlichen Vorgabe abweichen, da sie an Recht und Gesetz gebunden ist.“ Einige Fachverbände, etwa die Bäckerinnung, haben versucht, vom Befreiungsantrag Gebrauch zu machen und die ganze Branche befreien zu lassen. Keiner dieser Sammelanträge wurde bewilligt, jedoch hatten einzelne Anträge Erfolg. Entgegen der von den ersten Medienberichten verbreiteten Meinung, müssen Belege nicht in Papierform, sondern können auch in digitaler Form erteilt werden. Da lediglich eine Belegausgabe- und keine Belegmitnahme-Pflicht besteht, müssen die Käufer den Beleg, anders als z. B. in Italien, nicht mitnehmen.

## Pflicht zur Datenüberlassung
Zur KassenSichV gehört die Pflicht zur Überlassung der Daten für Außenprüfung oder Kassen-Nachschau über eine einheitliche Einbindungs- und Export-Schnittstelle und die DSFinV-K. Insbesondere die Ausgestaltung der DSFinV-K ist im Downloadbereich des Bundeszentralamts für Steuern exakt vorgeschrieben.

## Kassenmeldepflicht
Ebenfalls Bestandteil der Maßnahmen des Gesetzes zum Schutz vor Manipulationen an digitalen Grundaufzeichnungen ist die Mitteilungspflicht der Kassen beim zuständigen Finanzamt nach § 146a Absatz 4 AO. Die Mitteilung hat ab dem 1. Januar 2025 zu erfolgen. Die Meldung hat innerhalb eines Monats nach Anschaffung oder Außerbetriebnahme der Kasse, des EU-Taxameters oder Wegstreckenzählers elektronisch zu erfolgen und umfasst u. a. folgende Daten:
- Name des Steuerpflichtigen,
- Steuernummer des Steuerpflichtigen,
- Art der zertifizierten technischen Sicherheitseinrichtung nach § 146a Abs. 4 Satz 1 Nr. 3 AO (Zertifizierungs-ID (zum Beispiel: BSI-K-TR-nnnn-yyyy; nnnn bedeutet eine vierstellige Nummerierung, yyyy eine vierstellige Jahreszahl) und Seriennummer der TSE),
- Art des verwendeten elektronischen Aufzeichnungssystems,
- Anzahl der verwendeten elektronischen Aufzeichnungssysteme (je Betriebsstätte / Einsatzort),
- Seriennummer des verwendeten elektronischen Aufzeichnungssystems (herstellerabhängig),
- Datum der Anschaffung des verwendeten elektronischen Aufzeichnungssystems,
- Datum der Außerbetriebnahme des verwendeten elektronischen Aufzeichnungssystems.

Die Finanzverwaltung hat eine ausführliche Ausfüllanleitung zum Mitteilungsverfahren veröffentlicht.

## Hintergrund
Der jährliche Schaden in Deutschland durch fehlende Buchungen, manipulierte Kassen und inkorrekt abrechnende Software wird von den Finanzämtern einiger Länder und der Deutschen Steuer-Gewerkschaft auf bis zu 10 Mrd. Euro geschätzt. Brancheninsider sprechen von zahlreichen Betrugsvarianten, die von der Verwendung einer Zweitkasse über die Anmeldung mit Trainingsprofilen bis hin zu sogenannten Zappern reichen, welche auf Knopfdruck den Betrag x sowohl beim Verkauf als auch beim Einkauf löschen.